# 有斑百合
有斑百合（学名：Lilium concolor var. pulchellum）为百合科百合属渥丹的变种。分布于朝鲜、俄罗斯以及中国大陆的内蒙古、吉林、山东、山西、河北、辽宁、黑龙江等地，生长于海拔600米至2,170米的地区，多生于阳坡草地以及林下湿地，目前尚未由人工引种栽培。